# Corticarina truncatipennis
Corticarina truncatipennis es una especie de coleóptero de la familia Latridiidae.

## Distribución geográfica
Habita en Kenia.